# Национално знаме на Нова Зеландия
Националното знаме на Нова Зеландия е прието на 24 март 1902 година. Представлява син четириъгълник, на който в горния ляв ъгъл е изобразено знамето на Великобритания, което символизира връзката на страната с британската монархия. Във втората дясна половина на знамето са изобразени четири червени звезди, с бял кант по краищата им, които представляват съзвездието Южен кръст и символизират местоположението на Нова Зеландия в южното полукълбо.

## Предложения за ново знаме
През ноември 2015 се провежда първия етап на референдума за ново знаме.

### 2015
- Предложение за знаме с т. нар. кору – символ от изкуството на маорите. Представлява клонка от сребърна папрат преди да се развие.
- Предложение за знаме с папратова клонка в черно и бяло
- Предложение със сребърна папратова клонка, южния кръст и полет в синьо и червено
- Подобно предложение, но с черно вместо червено поле
- Предложение за знаме тип „Червен връх“ – добавено в референдума след масова кампания в социалните мрежи. Това е единственото знаме от предложенията, което не включва сребърна папратова колонка, южния кръст или кору.

### 2016
През март 2016 се провежда втория етап за избор, който включва знамето с най-много гласове от предишния етап, както и старото знаме
- Знамето с най-голям брой на гласове от миналия референдум
- Национално знаме на Нова Зеландия